# Maheathraulus
Maheathraulus is een geslacht van haften (Ephemeroptera) uit de familie Leptophlebiidae.

## Soorten
Het geslacht Maheathraulus omvat de volgende soorten:
- Maheathraulus scotti